# Molières 2023
La 34e cérémonie des Molières se déroule le 24 avril 2023 au théâtre de Paris. Elle est orchestrée par Alexis Michalik. Elle est retransmise sur France 3.
Les nommés sont annoncés le 30 mars 2023.
En tête des nominations : Glenn, naissance d’un prodige (6), biopic sur le pianiste Glenn Gould de et mis en scène par Ivan Calbérac ; Big Mother (5) thriller journalistique autour de la manipulation des masses et la politique de Mélody Mourey ; Je ne cours, pas je vole ! (5), spectacle sur le sport de haut niveau d'Élodie Menant.
En tête du palmarès : Oublie-moi avec et mis en scène par Marie-Julie Baup et Thierry Lopez remporte 4 récompenses et Le Bourgeois gentilhomme mis en scène par Valérie Lesort et Christian Hecq en obtient 3,.

## Palmarès

### Molière du comédien dans un spectacle de théâtre public
- Christian Hecq dans Le Bourgeois gentilhomme de Molière, mise en scène Christian Hecq et Valérie Lesort
  - Jacques Gamblin dans HOP ! de Raphaëlle Delaunay et Jacques Gamblin, mise en scène Raphaëlle Delaunay et Jacques Gamblin
  - Denis Podalydès dans Le Roi Lear de William Shakespeare, mise en scène Thomas Ostermeier
  - Laurent Stocker dans L'Avare de Molière, mise en scène Lilo Baur

### Molière du comédien dans un spectacle de théâtre privé
- Thierry Lopez dans Oublie-moi de Matthew Saeger, mise en scène Marie-Julie Baup et Thierry Lopez
  - Michel Fau dans Lorsque l'enfant parait d'André Roussin, mise en scène Michel Fau
  - Sébastien Castro dans Une idée géniale de Sébastien Castro, mise en scène Agnès Boury et José Paul
  - Jean Franco dans La Délicatesse d’après David Foenkinos, mise en scène Thierry Surace

### Molière de la comédienne dans un spectacle de théâtre public
- Sara Giraudeau dans Le Syndrome de l'oiseau de Pierre Tré-Hardy, mise en scène Sara Giraudeau et Renaud Meyer
  - Isabelle Carré dans La Campagne de Martin Crimp, mise en scène Sylvain Maurice
  - Catherine Hiegel dans Music-Hall de Jean-Luc Lagarce, mise en scène Marcial Di Fonzo Bo
  - Isabelle Huppert dans La Ménagerie de verre de Tennessee Williams, mise en scène Ivo van Hove

### Molière de la comédienne dans un spectacle de théâtre privé
- Marie-Julie Baup dans Oublie-moi de Matthew Saeger, mise en scène Marie-Julie Baup et Thierry Lopez
  - Catherine Frot dans Lorsque l'enfant parait d'André Roussin, mise en scène Michel Fau
  - Isabelle Gélinas dans Les Humains d'Ivan Calbérac, d'après Stephen Karam, mise en scène Ivan Calbérac
  - Marie Gillain dans Sur la tête des enfants de Salomé Lelouch, mise en scène Ludivine de Chastenet et Salomé Lelouch

### Molière du comédien dans un second rôle
- Kamel Isker dans Les Poupées persanes d'Aïda Asgharzadeh, mise en scène Régis Vallée
  - Jérôme Kircher dans Biographie : un jeu de Max Frisch, mise en scène Frédéric Bélier-Garcia
  - Benjamin Lavernhe dans La Dame de la mer de Henrik Ibsen, mise en scène Géraldine Martineau
  - Bernard Malaka dans Glenn, naissance d'un prodige d’Ivan Calbérac, mise en scène Ivan Calbérac
  - Teddy Mélis dans Le Voyage de Molière de Jean-Philippe Daguerre et Pierre-Olivier Scotto, mise en scène Jean-Philippe Daguerre
  - Christophe Montenez dans Le Roi Lear de William Shakespeare, mise en scène Thomas Ostermeier

### Molière de la comédienne dans un second rôle
- Agnès Boury dans Une idée géniale de Sébastien Castro, mise en scène Agnès Boury et José Paul
  - Manon Clavel dans La Campagne, de Martin Crimp, mise en scène Sylvain Maurice
  - Marina Hands dans Le Roi Lear de William Shakespeare, mise en scène Thomas Ostermeier
  - Karina Marimon dans Big Mother de Mélody Mourey, mise en scène Mélody Mourey
  - Élodie Menant dans Je ne cours pas, je vole ! d'Élodie Menant, mise en scène Johanna Boyé
  - Josiane Stoléru dans Glenn, naissance d'un prodige d’Ivan Calbérac, mise en scène Ivan Calbérac

### Molière de la révélation masculine
- Thomas Gendronneau dans Glenn, naissance d'un prodige, d'Ivan Calbérac, mise en scène Ivan Calbérac
  - Alexandre Faitrouni dans Smile de Dan Menasche et Nicolas Nebot, mise en scène Nicolas Nebot.
  - Mexianu Medenou dans Tropique de la violence d'Alexandre Zeff, mise en scène Alexandre Zeff
  - Thomas Poitevin dans Thomas joue ses perruques - Deluxe édition de Yannick Barbe, Stéphane Foenkinos, Hélène François et Thomas Poitevin, mise en scène Hélène François

### Molière de la révélation féminine
- Lison Pennec dans Glenn, naissance d'un prodige d’Ivan Calbérac, mise en scène Ivan Calbérac
  - Vanessa Cailhol dans Je ne cours pas, je vole ! d'Élodie Menant, mise en scène Johanna Boyé
  - Léa Lopez dans La Reine des neiges, l'histoire oubliée de Johanna Boyé et Élisabeth Ventura, mise en scène Johanna Boyé
  - Anna Mihalcea dans Les Filles aux mains jaunes de Michel Bellier, mise en scène Johanna Boyé

### Molière du théâtre public
- Le Bourgeois gentilhomme de Molière, mise en scène Christian Hecq et Valérie Lesort - Comédie-Française
  - Amours (2) de Joël Pommerat, mise en scène Joël Pommerat - Compagnie Louis Brouillard
  - Je ne cours pas, je vole ! d'Élodie Menant, mise en scène Johanna Boyé - Atelier Théâtre Actuel
  - La vie est une fête de Jean-Christophe Meurisse et Les Chiens de Navarre, mise en scène Jean-Christophe Meurisse - Les Chiens de Navarre

### Molière du théâtre privé
- Oublie-moi de Matthew Saeger, mise en scène Marie-Julie Baup et Thierry Lopez - Théâtre du Petit-Saint-Martin
  - Big Mother de Mélody Mourey, mise en scène Mélody Mourey - Théâtre des Béliers parisiens
  - Glenn, naissance d'un prodige d’Ivan Calbérac, mise en scène Ivan Calbérac - Petit Montparnasse et Le Splendid
  - Les Poupées persanes d'Aïda Asgharzadeh, mise en scène Régis Vallée - Théâtre des Béliers parisiens

### Molière de l'auteur francophone vivant
- Aïda Asgharzadeh pour Les Poupées persanes
  - Ivan Calbérac pour Glenn, naissance d'un prodige
  - Léonore Confino pour Le Village des sourds
  - Elodie Menant pour Je ne cours pas, je vole !
  - Mélody Mourey pour Big Mother
  - Joël Pommerat pour Amours (2)

### Molière du metteur en scène d'un spectacle de théâtre public
- Christian Hecq et Valérie Lesort pour Le Bourgeois gentilhomme de Molière
  - Jean Bellorini pour Le Suicidé, vaudeville soviétique de Nikolaï Erdman
  - Johanna Boyé pour Je ne cours pas, je vole ! d'Élodie Menant
  - Joël Pommerat pour Amours (2) de Joël Pommerat

### Molière du metteur en scène d'un spectacle de théâtre privé
- Marie-Julie Baup et Thierry Lopez pour Oublie-moi de Matthew Saeger
  - Michel Fau pour Lorsque l'enfant parait d'André Roussin
  - Mélody Mourey pour Big Mother de Mélody Mourey
  - Régis Vallée pour Les Poupées persanes d'Aïda Asgharzadeh

### Molière de la comédie
- Une idée géniale de Sébastien Castro, mise en scène Agnès Boury et José Paul - Théâtre Michel
  - Lorsque l'enfant parait d'André Roussin, mise en scène Michel Fau - Théâtre de la Michodière
  - No Limit de Robin Goupil, mise en scène Robin Goupil - Théâtre des Béliers parisiens et Théâtre de la Tour Eiffel
  - Le Retour de Richard 3 par le train de 9h24 de Gilles Dyrek d'après Éric Bu, mise en scène Eric Bu - Théâtre La Bruyère

### Molière du spectacle musical
- Starmania de Michel Berger et Luc Plamondon, mise en scène Thomas Jolly - La Seine Musicale
  - Les Coquettes - Merci Francis de Lola Ces, Marie Facundo et Juliette Faucon, mise en scène Nicolas Nebot - Le Grand Point Virgule et Bobino
  - Moi aussi je suis Barbara de Pauline Chagne et Pierre Notte, mise en scène Jean-Charles Mouveaux - Studio Hébertot
  - Tous les marins sont des chanteurs de Gérard Mordillat, François Morel et Antoine Sahler, mise en scène François Morel - Les Productions de l'Explorateur

### Molière de l'humour
- Laura Felpin dans Ça passe de Laura Felpin et Cédric Salaun, mise en scène Nicolas Vital
  - Florence Foresti dans Boys Boys Boys de Florence Foresti et Pascal Serieis, mise en scène Florence Foresti
  - Manu Payet dans Emmanuel 2 de Manu Payet, mise en scène Manu Payet
  - Stéphane Guillon dans Sur scène de Stéphane Guillon, mise en scène Anouche Setbon

### Molière seul(e) en scène
- Tout le monde savait avec Sylvie Testud, d'Elodie Wallace, d'après Valérie Bacot et Clémence de Blasi, mise en scène Anne Bouvier - Théâtre de l'Œuvre
  - Coming out avec Mehdi Djaadi de Mehdi Djaadi et Thibaut Evrard, mise en scène Thibaut Evrard - Petit Montparnasse et Théâtre Tristan-Bernard
  - II n'y a pas de Ajar avec Johanna Nizard, d'après Delphine Horvilleur, mise en scène Arnaud Aldigé et Johanna Nizard - En Votre Compagnie
  - Thomas joue ses perruques - Deluxe édition avec Thomas Poitevin, de Yannick Barbe, Stéphane Foenkinos, Hélène François et Thomas Poitevin, mise en scène Hélène François - Théâtre-Sénart, Scène nationale et Studio 21

### Molière du jeune public
- La Reine des neiges, l'histoire oubliée de Johanna Boyé et Élisabeth Ventura, mise en scène Johanna Boyé - Comédie-Française et Théâtre du Vieux-Colombier
  - Gretel, Hansel et les autres de Igor Mendjisky, d'après Les Frères Grimm, mise en scène Igor Mendjisky - Moya Krysa
  - Odyssée : la conférence musicale de Julie Costanza et Jean-Baptiste Darosey, d'après Homère, mise en scène Stéphanie Gagneux - Théâtre Lucernaire et Théâtre de la Huchette
  - Space Wars d'Olivier Solivérès, mise en scène Olivier Solivérès - Théâtre Michel

### Molière de la création visuelleet sonore
- Starmania de Michel Berger et Luc Plamondon, mise en scène Thomas Jolly, chorégraphie Sidi Larbi Cherkaoui, direction musicale Victor Le Masne, décors Emmanuelle Favre, scénographie Emmanuelle Favre, costumes Nicolas Ghesquière, lumière Thomas Dechandon, vidéo Guillaume Cottet, musique Michel Berger, son Madje Malki - La Seine musicale
  - Big Mother de Mélody Mourey, mise en scène Mélody Mourey, scénographie Olivier Prost, costumes Bérangère Roland, lumière Arthur Gauvin, vidéo Laure Cohen et Edouard Granero, musique Simon Meuret - Théâtre des Béliers parisiens
  - Le Bourgeois gentilhomme de Molière, mise en scène Christian Hecq et Valérie Lesort, chorégraphie Rémi Boissy, scénographie Éric Ruf, costumes Vanessa Sannino, lumière Pascal Laajili, musique Ivica Bogdanic et Mich Ochowiak, marionnettes Carole Allemand et Valérie Lesort - Comédie-Française
  - Smile de Dan Menasche et Nicolas Nebot, mise en scène Nicolas Nebot, scénographie Nicolas Nebot, costumes Marie Crédou, lumière Laurent Béal, musique Dominique Mattei - La Nouvelle Eve